# Chlamydomonas antarcticus
Espèce
Chlamydomonas antarcticus est une espèce d'algues vertes du genre Chlamydomonas et de la famille des Chlamydomonadaceae.